# The Shadow Laughs
The Shadow Laughs – amerykański film z 1933 roku w reżyserii Arthura Hoerla. Został zrealizowany w erze Pre-Code.

## Obsada
- Hal Skelly jako Robin Dale
- Rose Hobart jako Ruth Hackett
- Harry T. Morey jako kapitan Morgan
- Walter Fenner jako Tennant
- Robert Keith jako George Hackett
- Geoffrey Bryant jako Ryan
- Harry Short jako Clymer
- John F. Morrissey jako sierżant Owens
- Cesar Romero jako Tony Rico